# 내피탭스

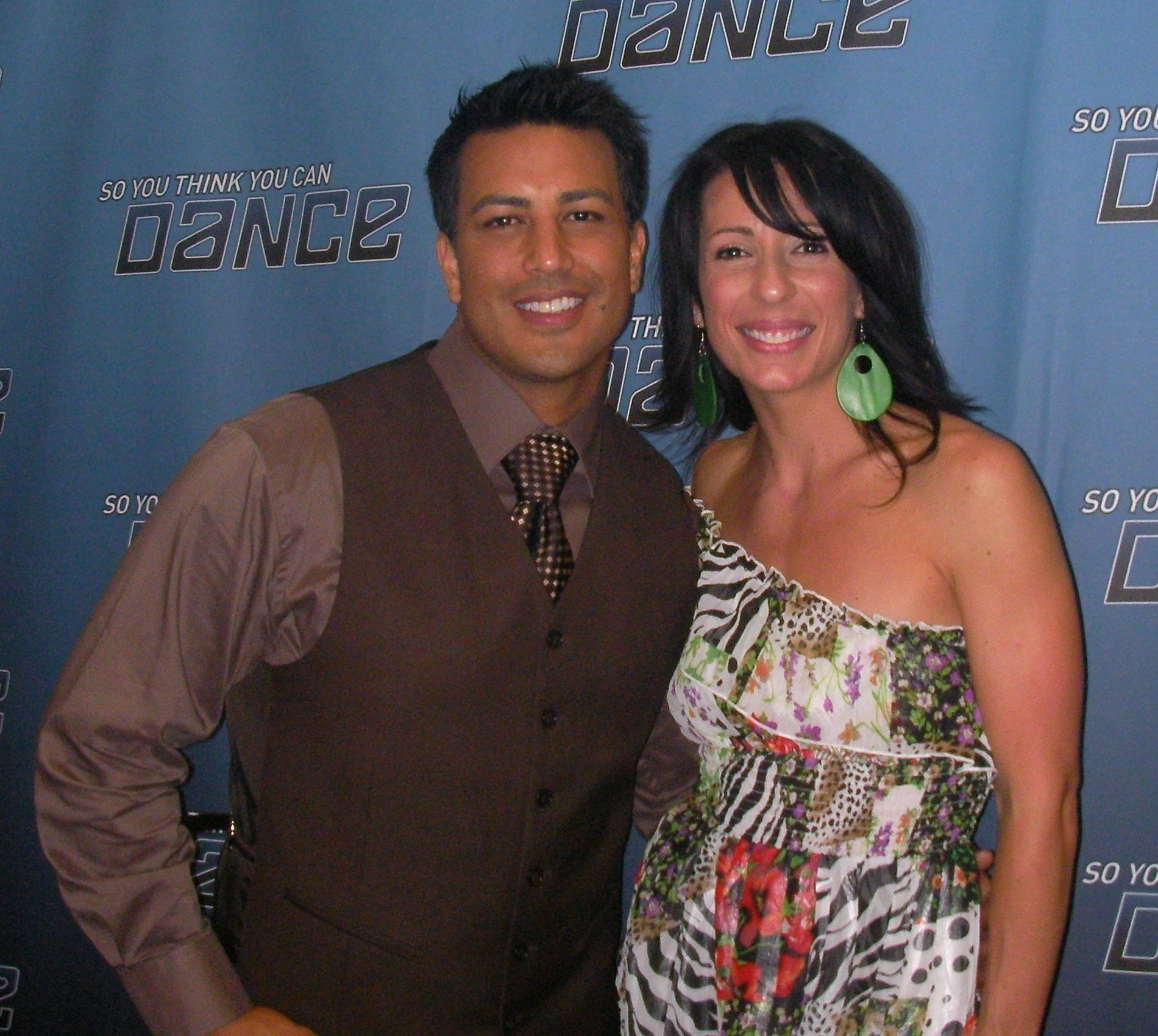
내피탭스

내피탭스(Nappytabs)는 타비사 A. 듀모(Tabitha A. D'umo, 1973년 9월 11일 ~ )와 나폴리언 버디 듀모(Napoleon Buddy D'umo, 1968년 10월 17일 ~ )로 이루어진 결혼한 미국의 안무가이다.